# 선 벨트

선 벨트

선 벨트(Sun Belt)는 미국 남부 약 북위 37도 이남의 따뜻한 지역을 말한다. 일조 시간이 길기 때문에 이렇게 불린다. 앨라배마주, 애리조나주, 캘리포니아주, 플로리다주, 조지아주, 루이지애나주, 미시시피주, 네바다주, 뉴멕시코주, 노스캐롤라이나주, 사우스캐롤라이나주, 텍사스주를 포함한다.

## 같이 보기
- 미국의 경제
- 콘 벨트
- 스노벨트
- 러스트 벨트